# Radnor (Pennsylvania)
Radnor Township ist eine Gemeinde (Township) mit Home Rule Status in Delaware County, Pennsylvania und gehört zur Metropolregion Delaware Valley.

## Geographie
Nach Angaben der United States Census Bureau hat die Gemeinde eine Gesamtfläche von 35,7 km², die nahezu komplett aus Land besteht. Eine Nachbargemeinde ist Marple Township im Süden.

### Klima
Radnor Township im Staat Pennsylvania liegt in der gemäßigten Klimazone. Die durchschnittliche Jahreshöchsttemperatur beträgt 28,2 Grad Celsius im Juli und die durchschnittliche Jahrestiefsttemperatur im Januar und Februar −6 Grad Celsius.

## Geschichte
Radnor Township wurde 1682 gegründet. Es war ein Teil des Welsh Tract und wurde nach Radnorshire in Wales benannt. Im Jahre 1717 errichteten die „Walisischen Freunde“ ein Quaker-Treffen (Radnor Friends Meetinghouse) in der Nähe des heutigen Kreuzes der Conestoga Road und der Sproul Road im geographischen Zentrum der Gemeinde. Der walisische Einfluss sank im späten 18. Jahrhundert, da viele die Gegend wegen der hohen Besteuerung verließen. Steindenkmäler wurden an verschiedenen Orten in der Gemeinde im späten 20. Jahrhundert errichtet, um das walisische Erbe der Gemeinde zu gedenken.
Die Lancaster Pike, die erste Mautstraße der Vereinigten Staaten verband die Städte Philadelphia und Lancaster in Pennsylvania und führte durch Radnor Township. Sie wurde 1794 eröffnet. Seit dem frühen 20. Jahrhundert führt auch eine Eisenbahnlinie der Western Railroad durch die Township.

## Bevölkerungsentwicklung
Die ersten Siedler waren Schweden, Waliser und englische Quäker. Ähnlich wie in Marple Township stieg die Besiedlung erst nach Ende des Zweiten Weltkrieges an, bzw. hat sich seit dem mehr als verdoppelt. Dies hängt mit der zunehmenden Verbreitung des Automobils, dem damit einhergehenden Ausbau der Straßen und die Anbindung an den öffentlichen Personennahverkehr einher.

## Wirtschaft
Das Finanzunternehmen Lincoln National, das Softwareunternehmen QlikTech und der Industriegasehersteller Airgas, eine Tochter von Air Liquide, haben ihren Firmensitz in Radnor Township.
Die größten Arbeitgeber waren 2017:
| Arbeitgeber                                | Arbeitsplätze |
| ------------------------------------------ | ------------- |
| Villanova University                       | 2.763         |
| Radnor Township School District            | 803           |
| Lincoln National                           | 776           |
| Eastern University                         | 658           |
| Jefferson Home Care                        | 527           |
| VWR Management Services                    | 477           |
| EMoney Advisor Holdings                    | 414           |
| Trustees of the University of Pennsylvania | 381           |
| Cabrini University                         | 347           |
| Main Line Services                         | 285           |

### Medien
Die lokale Tageszeitung ist die „Delaware County Daily Times“, ehemals die „Chester Times“. Ein weiteres Tagesblatt ist die „News of Delaware County“. Aufgrund der Nachbarschaft zur Großstadt hat auch der „Philadelphia Inquirer“ eine wichtige Bedeutung für die Region.
Weiterhin gibt es die Radiosender WGMD auf 92,7 FM und WCNL Cool auf 101,3 FM.